# Płesna
Płesna (ukr. Плесна) – wieś na Ukrainie, w obwodzie chmielnickim, w rejonie szepetowskim. W 2023 roku liczyła 830 mieszkańców.